# Friedrich Wilhelm Abraham Gaertner
Friedrich Wilhelm Abraham Gaertner (* 16. Februar 1764 in Magdeburg; † 15. Dezember 1815 in Magdeburg) war preußischer Justizkommissar und Kriegskommissar in Magdeburg und Fiskal der Französischen Kolonie zu Magdeburg.

## Leben
Gaertner war Sohn des Direktors des Akzisen- und Zollamtes in Magdeburg, Johann Ernst Gaertner und der Hugenottin Marianne Friederike Wilhelmine (Marianne Frédérique Guillaumine) Garrigue (* 17. Juni 1741 in Magdeburg, † 4. Oktober 1771 ebenda), einer Tochter von Moyse Garrigue, die mütterlicherseits von den aus Aubusson kommenden Tapissierfamilien Barraband und Mercier entstammte. Gaertner hatte sich der Französisch-Reformierten Kirche angeschlossen. Vor diesem Hintergrund ist auch die überlieferte französische Schreibweise des Namens Frédéric Guillaume Abraham verständlich.
Von Friedrich Wilhelm Abraham Gaertners Werdegang ist nur überliefert, dass er Ostern 1783 Abiturient des Klosters Unser Lieben Frauen in Magdeburg war. Wo er seine juristische Ausbildung erhielt, ist nicht bekannt, jedenfalls wurde er als Notar in Magdeburg geführt. Verheiratet war Gaertner mit Sophie Marie Dohlhoff (* 4. Oktober 1769; † 22. Dezember 1827), einer Tochter des Apothekers und Bürgermeisters der Pfälzer Kolonie Magdeburgs, Georg Philipp Dohlhoff. Die Familie Gaertner war vielfältig mit hugenottischen Familien verbunden. So war nicht nur Friedrich Wilhelm Abraham Gaertners Vater Johann Ernst Gaertner (* um 1740, † 24. Januar 1791 in Magdeburg) ein Schwiegersohn von Moyse Garrigue, auch die Dohlhoffs, die Familie seiner Frau, entstammte so bekannten Hugenotten-Familien wie den Sandrarts, Schwartz und Timmermanns. Vom Ehepaar Gaertner sind nur zwei Kinder bekannt, der Sohn Ernst August Gaertner und die Tochter Johanna (verheiratet mit Eduard Dohlhoff).

## Öffentliches Wirken
Am 14. Januar 1805, mit 31 Jahren, erhielt Gaertner nach Ankauf eines Hauses das Bürgerrecht der Altstadt Magdeburg. Er bekleidete einige öffentliche Ämter, so war er preußischer Kriegskommissar. Das von ihm ausgeübte Amt eines Notars bildete von 1794 bis etwa 1840 mit dem des Justizkommissars ein verbundenes Aufgabenpaar.
Sein Engagement in der Französischen Kolonie führte Friedrich Wilhelm Abraham 1797 zum Amt des Fiskals der Kolonie, das er bis zu deren Auflösung 1808 behielt. Der Fiskal, der ab 1775 gleichzeitig das Amt des Greffiers (geheimen Schreibers) bekleidete, war der öffentliche Vertreter der Kolonie. Die Funktion entsprach der eines Amtsanwaltes und stand rangmäßig über den Assessoren.